# Amauronematus anthracinus
Amauronematus anthracinus är en stekelart som beskrevs av Lindqvist 1959. Amauronematus anthracinus ingår i släktet Amauronematus, och familjen bladsteklar. Arten är reproducerande i Sverige.